# Rhinusa antirrhini

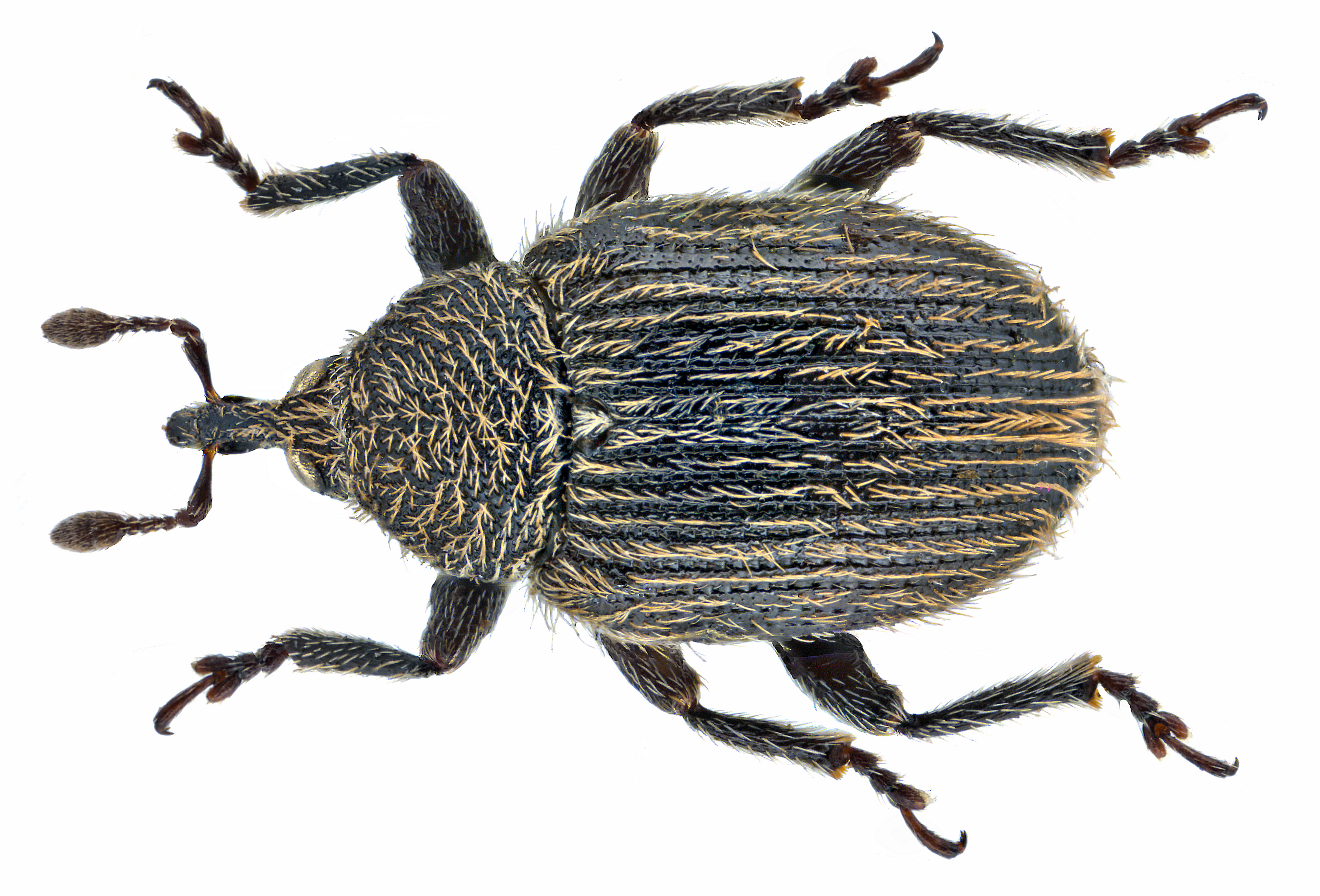
Dorsalansicht

Rhinusa antirrhini ist eine Käfer-Art aus der Familie der Rüsselkäfer.

## Merkmale
Die Käfer besitzen einen ovalförmigen schwarzen Körper. Der Halsschild ist an den Seiten gleichmäßig konisch gerundet verengt. Über den Körper verlaufen Reihen feiner gelbbrauner Härchen. Innerhalb der Art wird zwischen Käfern mit Präferenz für das Dalmatiner-Leinkraut (Linaria genistifolia dalmatica; im Englischen „Dalmatian toadflex“) und Käfern mit Präferenz für das Ginster-Leinkraut (Linaria genistifolia; im Englischen „narrow-leaved Dalmatian toadflax“) unterschieden. Erstere erreichen eine Körperlänge von 5 mm, während die Käfer der zweiten Gruppe lediglich 3 mm lang werden.

## Verbreitung
Die Art ist in Europa weit verbreitet. In Mitteleuropa ist die Art häufig. Ihr Vorkommen reicht von Skandinavien, dem Baltikum und Großbritannien im Norden bis in den Mittelmeerraum und Nordafrika (Algerien) im Süden sowie in den Kaukasus im Osten. In Nordamerika wurde die Art Mitte des 20. Jahrhunderts eingeschleppt. Mittlerweile wird sie an bestimmten Orten gezielt zur biologischen Schädlingsbekämpfung gegen das eingeschleppte Dalmatiner-Leinkraut eingesetzt.

## Lebensweise
Zu den Wirts- und Nahrungspflanzen von Rhinusa antirrhini gehören verschiedene Leinkräuter, insbesondere das Echte Leinkraut (Linaria vulgaris), das Ginster-Leinkraut (Linaria genistifolia) und das Streifen-Leinkraut (Linaria repens) sowie Linaria saxatilis. Weitere Wirtspflanzen sind die Löwenmäuler (Antirrhinum), das Kleine Leinkraut (Chaenorhinum minus) und verschiedene Braunwurzgewächse (Scrophulariaceae). Die Imagines überwintern. Ab Mai erscheinen sie auf ihren Wirtspflanzen. Zwischen Juni und August findet gewöhnlich die Eiablage statt. Die Eier werden dabei in den Fruchtkapseln der Pflanzen abgelegt, wo sich dann die geschlüpften Larven entwickeln. Die neue Generation ausgewachsener Käfer erscheint im August und September.

## Gefährdung
Die Art gilt in Deutschland als ungefährdet.

## Taxonomie
In der Literatur finden sich folgende Synonyme:
- Curculio antirrhini Paykull, 1800
- Gymnetron antirrhini (Paykull, 1800)